# George Topîrceanu
George Topîrceanu (Bucarest, 1886 – Iași, 1937) è stato uno scrittore e poeta rumeno, membro corrispondente dell'Accademia rumena dal 1936.

## Biografia

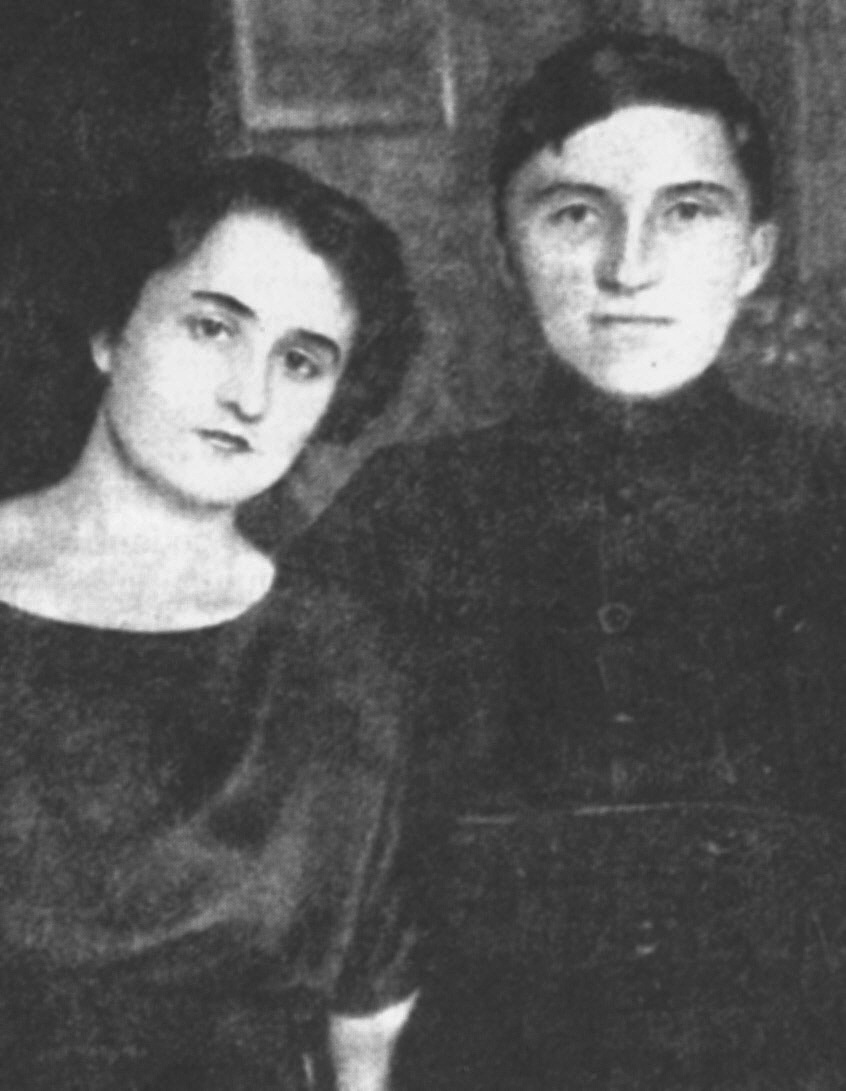
George Topîrceanu e Otilia Cazimir

George Topîrceanu nacque a Bucarest il 20 marzo del 1886, figlio del conciatore George Topîrceanu e di Paraschiva, tessitrice di tappeti all'asilo „Doamna Elena ", entrambi di Sibiu. Iniziò la scuola elementare a Bucarest tra il 1893 - 1895 e continuò sulla Valle di Topolog, a Şuici, nel distretto di Argeș, dove i genitori si stabiliscono per un periodo. Ritorna a Bucarest e si iscrive al liceo "Matteo Basarab" fino alla quarta elementare, e poi al Collegio Nazionale „Sfântul Sava” di Bucarest (1898 - 1906). Dopo il diploma, entrò come impiegato nella "Casa della Chiesa", poi, come insegnante supplente, tra varie pause di disoccupazione e stile di vita bohémien. In parallelo, si iscrisse alla facoltà di legge (1906), che abbandonò per quella di lettere, senza completare gli studi.
Il primo tentativo letterario risalii al tempo della scuola elementare e viene ricevuto freddamente dal suo collega scapolo con "una penna e due pulsanti" per l'uso da parte del pubblico.
Fece il suo debutto alle scuole superiori, a 19 anni, pubblicando sotto lo pseudonimo di "G. Top" nella rivista umoristica Belgium East (1904), poi Duminica, Spiruharetul, Revista noastră, Revista ilustrată, Sămănătorul, Neamul românesc literar, Ramuri, Viața socială di Nicolae D. Cocea. Nel 1909, pubblicò in Viața românească la parodia Răspunsul micilor funcționari, come risposta a Caleidoscop (1908) di A. Mirea (pseudonimo di San Giuseppe e Dimitrie Anghel), che lo fece conoscere nel mondo letterario. Garabet Ibrăileanu (con il quale mantenne un'interessante corrispondenza), lo chiamò a Iasi (1911), come sottosegretario di redazione a Viața românească .
Redattore della rivista letteraria Viața Românească (Vita romena) dal 1911, fu direttore del Teatro Nazionale di Iași.
Nel 1916 fu catturato dall'esercito bulgaro durante la battaglia di Turtucaia e passò il resto della guerra in un campo di concentramento. L'esperienza lo segnò notevolmente, portandolo a scrivere nel 1930 la sua migliore opera, Scrisori fără adresă (Lettere senza destinatario).
Topîrceanu morì a Iasi nel 1937 per cancro al fegato.

## Opere
- Balade vesele și triste, Bucarest (1916).
- Parodii originale, Bucarest (1916).
- Amintiri din luptele de la Turtucaia, Bucarest (1918).
- Strofe alese. Balade vesele și triste, Iași (1920).
- În ghiara lor... Amintiri din Bulgaria și schițe ușoare, Iași (1920).
- Migdale amare, Bucarest (1928).
- Scrisori fără adresă, prosa umoristica e pesimista, Bucarest (1930).
- Pirin Planina (episoduri tragice și comice din captivitate)|Pirin-Planina. Epizoduri tragice și comice din captivitate, Bucarest (1936).
- Minunile Sfîntului Sisoe, romanzo satirico (incompleto), pubblicato postumo (1938).